# Slivnica pri Mariboru
Slivnica pri Mariboru este o localitate din comuna Hoče - Slivnica, Slovenia, cu o populație de 460 de locuitori.